# OPhone
OPhone, u OMS (Open Mobile System), es un sistema operativo móvil que se ejecuta en el núcleo Linux. Se basa en tecnologías desarrolladas inicialmente por Android Inc., empresa adquirida posteriormente por Google, y en trabajos realizados por Open Handset Alliance. El sistema operativo OPhone ha sido utilizado sólo en teléfonos de China Mobile y el software fue desarrollado para China Mobile por la empresa de software Borqs. Existe una versión modificada de OMS para otros operadores conocida como Android+, también desarrollada y mantenida por Borqs. Android ha sido modificado para los mercados locales chinos por la red de desarrolladores de software OPhone de China Mobile.

## Historia
OPhone es una plataforma de software para teléfonos inteligentes basada en Linux desarrollada por China Mobile y basada en el sistema operativo Android desarrollado por Google. OPhone se basa en software de código abierto y tecnologías de Internet móvil. Para los usuarios finales, OPhone tiene como objetivo proporcionar un acceso económico y sencillo a teléfonos inteligentes de nivel básico y una experiencia de Internet móvil limitada utilizando la red TD-SCDMA patentada de China Mobile y su red GSM.

## Desarrollo
China Mobile lanzó consecutivamente las versiones 1.0 y 1.5 del OPhone SDK para uso público.
En febrero de 2010, China Mobile lanzó la versión 2.0 del SDK para uso público. Según un comunicado de Sina Tech, esta iteración incluiría soporte para el marco API de Windows Mobile.
En abril de 2010 se habían desarrollado alrededor de 600 aplicaciones específicamente para OPhones.